# Kronologija Domovinskog rata: lipanj 1989.

### 17. lipnja
- Na periferiji Zagreba, nakon što je policijski zabranjeno osnivanje političke stranke u kongresnoj dvorani hotela Panorama, u prostorijama nogometnog kluba Borac na Jarunu održana osnivačka skupština Hrvatske demokratske zajednice.[1]

### 21. lipnja
- Sabor SR Hrvatske proglasio amandmane na Ustav SR H, te Ustavni zakon za provođenje tih amandmana, kojim se otvaraju demokratski procesi.[2]

### 28. lipnja
- Na Gazimestanu, kod Prištine, održana proslava 600. godišnjice Bitke na Kosovu polju, a u svom govoru pred stotinama tisuća Srba predsjednik SR Srbije Slobodan Milošević izjavio da je Srbija u bitkama i pred novim bitkama, koje nisu oružane, iako i takve nisu isključene, pritom misleći na bitke za stvaranje Velike Srbije.[2]